# Sylvaine Turck-Chièze
Sylvaine Turck-Chièze, née en 1951, est une physicienne française, spécialiste de physique nucléaire et d'astrophysique. 

## Biographie

### Formation
Après des études à l'université Paris VII puis à l'université Paris Sud à Orsay en physique, chimie et informatique, Sylvaine Turck-Chièze entre au Centre CEA de Saclay en juin 1973 dans le service de physique nucléaire qui mène alors des expériences sur l'accélérateur linéaire d'électrons (ALS), installation unique au monde alors. Elle soutient une thèse de 3e cycle sur la densité de charge du noyau de nickel 58 puis une thèse d'État sur les propriétés des protons dans le noyau de deutérium comparées à celles du proton libre en réalisant des expériences sur différents noyaux proches ou loin de la vallée de stabilité, en particulier des noyaux légers tels que deutérium et tritium.

### Carrière en astrophysique
Après avoir contribué à généraliser ces techniques et formé deux étudiants, elle quitte ce domaine anticipant la fermeture de l'accélérateur, qui aura lieu quelques années plus tard. Elle décide alors une reconversion vers l'astrophysique et est accueillie au service d'astrophysique de Saclay (SAp) en pleine expansion. Entre 1985 et fin 1986, elle partage ses activités à mi temps entre les deux services pour finir les travaux en cours sur le plomb et s'initier à ce nouveau domaine. Elle dirige ses recherches à l'institut de recherche sur les lois fondamentales de l'univers (IRFU) au Centre CEA de Saclay jusqu'à la fin officielle de ses activités en octobre 2015. 
Sylvaine Turck-Chièze développe des activités de modélisation d'étoiles et s'intéresse à la qualité des sections efficaces utilisées dans ces codes. Ses principales contributions portent sur la modélisation du soleil et les réactions nucléaires associées ainsi qu'à la prédiction des neutrinos émis. Elle publie une première étude sur ce sujet en 1993. Puis son goût pour l'expérimentation la conduit à diriger les activités spatiales au CEA de la construction d'une part importante de l'instrument GOLF (collaboration franco-espagnole: IAS-CEA-IAC) qui sera placé sur le satellite SoHO. Pierre angulaire de l'ESA, ce satellite sera lancé en 1995 et observe toujours en continu le Soleil. Grâce aux résultats de cet instrument de sismologie sondant le cœur nucléaire du soleil, une prédiction plus précise, reposant sur des données in situ, des flux de neutrinos sera proposée dès 2004 qui se révèleront en parfait accord avec les nombreuses mesures de ces flux sur terre. L'ensemble des articles et la situation sur ce sujet important situé entre astrophysique et physique des particules est résumé dans les deux revues suivantes,. Sylvaine Turck-Chièze poursuit ses recherches sur la sismologie du soleil et des étoiles avec l'avènement de l'astérosismologie et participera au satellite EVRIS puis au minisatellite COROT puis au microsatellite PICARD du CNES. 
En 2009, Sylvaine Turck-Chièze propose à l'ESA un projet de vol en formation intitulé DynaMICCS et développe avec le service technique de l'IRFU le prototype GOLF-Nouvelle Génération, plus performant que l'instrument embarqué. Elle devient membre de l'union astronomique internationale. 
Dès 1997, elle est sollicitée pour développer au CEA des recherches sur la fusion en laboratoire dans la perspective de la construction du LMJ, Laser MégaJoule. Celles-ci sont consacrées aux interactions photon-matière, ingrédients cruciaux des modèles solaires et modèles d'étoiles en général. Dans ce cadre, Sylvaine Turck-Chièze édite en 2018 un recueil de conférences avec ses collègues américains et anglais dans lequel une contribution résume les travaux entrepris en France. En 2006, elle est nommée directrice de recherche au CEA[réf. nécessaire]. Elle encadre 13 étudiants en thèse, l'ensemble de ses travaux ont conduit à 150 articles dans des revues à comité de lecture et à près de 10 000 citations.

### Engagements associatifs
En 2012 Sylvaine Turck-Chièze s'engage dans l'association Femmes et Sciences dont elle devient membre du conseil d'administration et développe les réseaux sociaux et propose des films montrant le parcours de femmes et d'hommes scientifiques. Elle en est présidente de 2014 à 2018 et participe, à ce titre, au conseil d'administration du Centre Hubertine Auclert. C'est au cours de son mandat que l'association est agréée par le ministère de l'Éducation nationale, de l'Enseignement supérieur et de la Recherche au titre des associations éducatives complémentaires de l’enseignement public, et reçoit en 2014 le trophée d’or APEC de l'égalité femmes-hommes dans la catégorie Organismes publics, parapublics et associations.    
Elle contribue à la publication par l'association de plusieurs brochures dont 40 Femmes Scientifiques remarquables du XVIIe siècle à nos jours et le catalogue XX Elles de femmes scientifiques de la région parisienne, réalisé avec l'aide du CNRS.    
Elle est membre du conseil académique de l'Université Paris Saclay de 2016 à 2019 et participe à la création de l'université. Elle y introduit le mentorat pour les étudiantes doctorantes qui est maintenant animé par l'association Femmes et Sciences.

## Distinction
Chevalier de la Légion d'honneur
Sylvaine Turck-Chièze est nommée chevalier de la Légion d'honneur le 9 novembre 2016, pour l'ensemble de sa carrière au CEA et pour son engagement associatif.